# Vampyromorphida
'Vampyromorphida' (mực quỷ) là một bộ thân mềm còn một loài đang tồn tại được biết đến (Mực quỷ) và nhiều loài đã tuyệt chủng. Cơ thể chúng phần nào giống một con bạch tuộc, với tám xúc tu.

## Phân loại
- Bộ Vampyromorphida
  - Phân bộ †Kelaenina
    - Họ †Muensterellidae

  - Phân bộ †Prototeuthina
    - Họ †Loligosepiidae
    - Họ †Geopeltididae
    - Họ †Lioteuthididae
    - Họ †Mastigophoridae

  - Phân bộ †Mesoteuthina
    - Họ †Palaeololiginidae
      - Phân họ †Teudopseinae
      - Phân họ †Palaeololigininae

  - Phân bộ Vampyromorphina
    - Họ Vampyroteuthidae